# Heligmonevra flagrans
Heligmonevra flagrans är en tvåvingeart som först beskrevs av Walker 1856.  Heligmonevra flagrans ingår i släktet Heligmonevra och familjen rovflugor. Inga underarter finns listade i Catalogue of Life.